# 日の出営業
日の出営業（ひのでえいぎょう）とは、風俗営業及び店舗型性風俗特殊営業で日の出から営業を開始する早朝営業のことである。
2016年（平成28年）6月23日の改正『風俗営業等の規制及び業務の適正化等に関する法律』施行で、早朝の営業開始時刻が「日の出」から「午前6時」に変更されたため、厳密な意味での日の出営業は不可能となった（但し、日の出が午前6時よりも遅い場合、午前6時から日の出までの間も営業が可能になったという意味でもある）。

## 概要
風俗営業等の規制及び業務の適正化等に関する法律（以下、風適法という。）第13条で、風俗営業及び店舗型性風俗特殊営業は、原則的に「午前0時より午前6時までの時間（以下、深夜という）」は営業が禁止されている。これに違反した場合、公安委員会は、営業許可の取消、又は営業停止の処分ができる（風適法第26条、第30条、31条の2第4項、31条の5第2項参照）。
風俗営業では、上記の処分を避ける目的で、深夜営業を控えて、午前6時から営業を行っている店がある。ホストクラブやキャバクラの一部に見られる「二部営業」など、もこの一種といえる。
また、午前6時から営業を行う店舗型性風俗特殊営業等では、早朝の顧客サービスとして、料金を安く設定していることがある。

## その他
- 営業時間制限に関して、都道府県は条例で地域や期間を定めて、午前0時より制限することも延長させることもできる（風適法第13条、第28条参照）。
  - この結果三重県における「パチンコ店の大晦日オールナイト営業」のような特殊な営業が行われることもある。
- 無店舗型性風俗特殊営業には、営業時間に関する根拠条文がないので適用されない。但し、受付所は、風適法第31条の3第2項で店舗型とみなされ、営業時間制限を適用される。
- 風適法第二節で、届出により深夜酒類提供飲食店営業を認めているが、脱法行為防止のため、風俗営業と兼ねることはできない（風適法第32条第2号参照）。
- ラウンドワンでは、24時間営業を行っている店舗でも風適法が適用されるアミューズメントコーナーに関しては午前6時（以前は日の出） - 午前0時または午前1時の営業となっている。ゲームセンターで午前6時から営業を行っている店舗は珍しい。